# إثراء بيئي

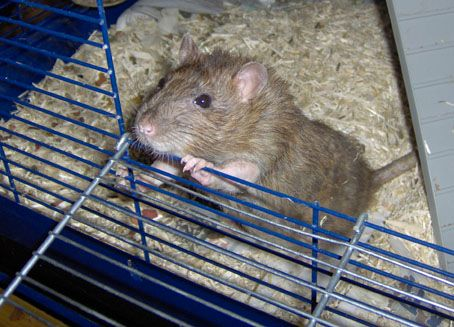

الإثراء البيئي هو عملية تحفيز الدماغ من خلال محيطه المادي والاجتماعي. فالأدمغة في البيئات الأكثر ثراء والأكثر تحفيزًا لها معدلات أعلى من حيث تكوين المشابك والتغصنات العصبية المعقدة، الأمر الذي يؤدي إلى زيادة نشاط الدماغ. يحدث هذا التأثير في المقام الأول أثناء تطور الأعصاب، لكنه يحدث أيضًا خلال مرحلة البلوغ بدرجة أقل. يعمل الإثراء البيئي على تعزيز عملية فرز الأوعية الدموية الشعرية، وتزويد الخلايا العصبية والخلايا الدبقية بطاقة إضافية. يتوسع اللِّبْد العصبي (الخلايا العصبية، الخلايا الدبقية، الشعريات) مؤدية إلى تضخيم قشرة الدماغ. تشير البحوث التي أُجريت على أدمغة القوارض إلى أن الإثراء البيئي قد يؤدي أيضًا إلى زيادة معدل تكوين الخلايا العصبية.
تجد البحوث المتعلقة بالحيوانات أن الإثراء البيئي يمكن أن يساعد في علاج واسترداد العديد من الاختلالات المرتبطة بالدماغ، بما في ذلك مرض آلزهايمر وتلك الأمراض المرتبطة بالشيخوخة، في حين أن الافتقار إلى التحفيز قد يعوق التطور الإدراكي. علاوة على ذلك، يشير هذا البحث إلى أن الإثراء البيئي يؤدي إلى مستوى أكبر من الإدراك، وقدرة الدماغ على التكيف مع تأثيرات ظروف مثل الشيخوخة والخرف.
تشير البحوث حول البشر إلى أن الافتقار للتحفيز يؤدي إلى تأخر النمو الإدراكي. وتخلص البحوث أيضًا إلى أن الانخراط في مستويات أعلى من التعليم والبيئات التي يشارك فيها الناس في أنشطة محفزة معرفية يؤدي إلى المزيد من الإدراك.

## الأبحاث
وجد دونالد هيب في عام 1947 أن الفئران التي تُربى كحيوانات أليفة تؤدي اختبارات حل المشاكل أفضل من الفئران التي تُربى في الأقفاص. لكن أبحاثه لم تبحث في الدماغ ولم تستخدم بيئات موحدة. وأول بحث يقوم بذلك كان في عام 1960 في جامعة كاليفورنيا في بيركلي بواسطة مارك روزنزيفايج، الذي قارن الفئران التي ربيت في أقفاص عادية، وتلك التي وضعت في أكياس لعب، وسلالم، وأنفاق، وعجلات متحركة في مجموعات. وجد أن النمو في البيئات المخصبة أثر على نشاط إنزيم الكولين استراز. أدى هذا العمل في عام 1962 إلى اكتشاف أن الإثراء البيئي زاد من حجم القشرة الدماغية. في عام 1964، تبين أن ذلك كان بسبب زيادة سماكة القشرة الدماغية وارتفاع عدد المشابك العصبية.
وبدءًا من عام 1960 أيضًا، درس هاري هارلو آثار الحرمان من الأمومة والمجتمع على الرضع من قرود الروسوس (شكل من أشكال الحرمان من الحوافز البيئية). وقد أرسى ذلك أهمية التحفيز الاجتماعي للتنمية المعرفية والعاطفية الطبيعية.

## المشابك العصبية

### النشاط واستهلاك الطاقة
تظهر الحيوانات في البيئات المخصبة أدلة على زيادة تنشيط المشابك العصبية. تميل المشابك العصبية لأن تكون أطول بكثير أيضًا. هذا الاستهلاك المتزايد للطاقة ينعكس في عملية التوعية الشعرية الدبقية والمحلية التي توفر للمشابك طاقة إضافية.
- تزيد أرقام الخلايا الدبقية لكل خلية عصبية بنسبة 12-14%[10]
- يزيد حجم نوى الخلايا الدبقية لكل مشبك عصبي بنسبة 37.5%[7]
- الحجم المتوسط للميتوكوندريا لكل خلية عصبية أكبر بنسبة %[7]20
- يزيد حجم نوى الخلايا الدبقية لكل خلية عصبية بنسبة 63%[7]
- تزداد كثافة الشعريات.[11]
- تكون الشعيرات أوسع.[7]
- توجد مسافة أقصر بين أي جزء من اللبد العصبي والشعريات الدموية.[7]

إن هذه التغيرات المرتبطة بالطاقة والتي تطرأ على الخلايا العصبية مسؤولة عن زيادة حجم القشرة الدماغية (تساهم الزيادة في أعداد المشابك العصبية في حد ذاتها بقدر ضئيل للغاية).

### تحفيز التعلم الحركي
يتمثل جزء من تأثير الإثراء البيئي في إتاحة الفرص لاكتساب المهارات الحركية. وتظهر الأبحاث التي تجرى على الفئران التي تتعلم مهارة «بهلوانية» أن مثل هذا النشاط التعليمي يؤدي إلى زيادة عدد المشابك العصبية.

## إعادة التأهيل والمرونة
تشير الأبحاث في مجال الحيوانات إلى أن الإثراء البيئي يساعد في التعافي من بعض الاضطرابات العصبية. وهناك مجالان من مجالات التركيز الرئيسية: إعادة التأهيل العصبي والإدراكي، ومقاومة الدماغ لتأثيرات التعرض للتهديدات البدنية والطبيعية والاجتماعية. وعلى الرغم من أن معظم هذه التجارب كانت على حيوانات معظمها قوارض، أشار الباحثون إلى المناطق المتأثرة من الأدمغة الحيوانية التي تشابه أدمغة الإنسان أكثر من غيرها، واستخدموا نتائجها كدليل على أن البشر سيكون لهم ردود فعل مماثلة على البيئات الغنية.

### مرض ألزهايمر
تمكن الباحثون من خلال الإثراء البيئي، من تحسين وإصلاح العجز في الذاكرة جزئيًا في الفئران التي تتراوح أعمارها بين شهرين وسبعة أشهر مع خصائص مرض ألزهايمر. أن أداء الفئران في البيئات الغنية أفضل بكثير في اختبارات التعرف على الكائنات وفي متاهة ماء موريس. وبالتالي فقد خلص إلى أن الإثراء البيئي يعزز الذاكرة البصرية والتعليمية لمن يعانون من مرض ألزهايمر.

### إهمال الطفل
تعد رعاية الأمهات أحد المؤثرات الهامة لتطور الحُصين عند جميع الأطفال، ما يوفر الأساس للتعلم والذاكرة المستقلين والفرديين. بيد أن هذه ليست الحال بالنسبة لمن عانوا من الإهمال في الطفولة. إذ رأى الباحثون أن الطفل المهمل يمكن أن يحصل جزئيًا من خلال الإثراء البيئي على نفس التطور الحصين والاستقرار، وإن لم يكن بنفس مستوى وجود أحد الوالدين أو الوصي. وكانت النتائج مماثلة لنتائج برامج تدخل الطفل، ما يجعل الإثراء البيئي وسيلة مفيدة للتعامل مع الأطفال المهملين.

## البشر
رغم أن بحوث الإثراء البيئي قد أجريت في الغالب على القوارض، فإن آثارًا مماثلة تحدث في أعلى رتب الثدييات «الرئيسيات» ومن المرجح أن تؤثر على الدماغ البشري. غير أن الأبحاث المباشرة حول المشابك العصبية البشرية وأرقامها محدودة، إذ إن ذلك يتطلب دراسة أنسجة الدماغ. وقد عُثر على رابط بين المستوى التعليمي وتعقيد الفرع الشجري العصبي بدرجة أكبر بعد تشريح الدماغ.

### الحرمان
إن الأطفال الذين يفتقرون إلى التحفيز، بسبب اقتصارهم على أقرانهم دون تفاعل اجتماعي أو رعاية يعتمد عليها في دور الأيتام ذات الجودة المنخفضة، يظهرون تأخيرات كبيرة في التنمية المعرفية والاجتماعية. ويكشف %12 منهم إذا تم تبنيهم بعد 6 أشهر من العمر عن سمات توحد عقلي عند سن الرابعة، ما زال بعض الأطفال في دور الأيتام الفقيرة في عمر السنتين ونصف غير قادرين على الإنتاج والتفوه بكلمات مفهومة.
يُظهر هؤلاء الأطفال اختلافات واضحة في أدمغتهم، بما يتماشى مع البحوث التي تجرى على حيوانات التجارب، مقارنة بأطفال من بيئات محفزة عادة. لقد قللوا نشاط الدماغ في القشرة المدارية الأمامية. وأظهروا اتصالات أقل تطورًا في المادة البيضاء بين المناطق المختلفة من أنسجة دماغهم.

### الاحتياطي المعرفي والمرونة
مصدر آخر من مصادر الأدلة على تأثير التحفيز البيئي على الدماغ البشري هو الاحتياطي الإدراكي (مقياس لمرونة الدماغ تجاه الضعف الإدراكي) ومستوى تعليم الشخص. لا يرتبط التعليم العالي بالخبرة التعليمية الأكثر طلبًا معرفيًا فحسب، بل يرتبط أيضًا بانخراط الشخص العام في الأنشطة المعرفية. وكلما تلقى الشخص المزيد من التعليم؛ قل تأثير الشيخوخة، وحالة الخرف، ومرض ألزهايمر، وإن الشيخوخة والخرف أقل في أولئك الذين ينخرطون في مهام معرفية معقدة.